# Le Puits de l'ascension
Le Puits de l'ascension (titre original : The Well of Ascension) est un roman de fantasy de Brandon Sanderson, paru en 2007 aux États-Unis, et en 2010 en France. C'est le deuxième tome du cycle original de Fils-des-brumes. Il est suivi par Le Héros des siècles.

## Résumé
Après la mort du Seigneur Maître et la chute de l'Empire Ultime, le jeune noble Elend se retrouve à la tête de Luthadel et du dominat central. Malgré ses intentions de paix et de justice sociale, la cité se retrouve bientôt assigée par trois armées, dont celle de son père. Alors que le siège devient de plus en plus pressant, Vin, la tueuse du Seigneur Maître, ressent de plus en plus l'appel pressant du mystérieux Puits de l'Ascension,,.